# Jümme (flod)

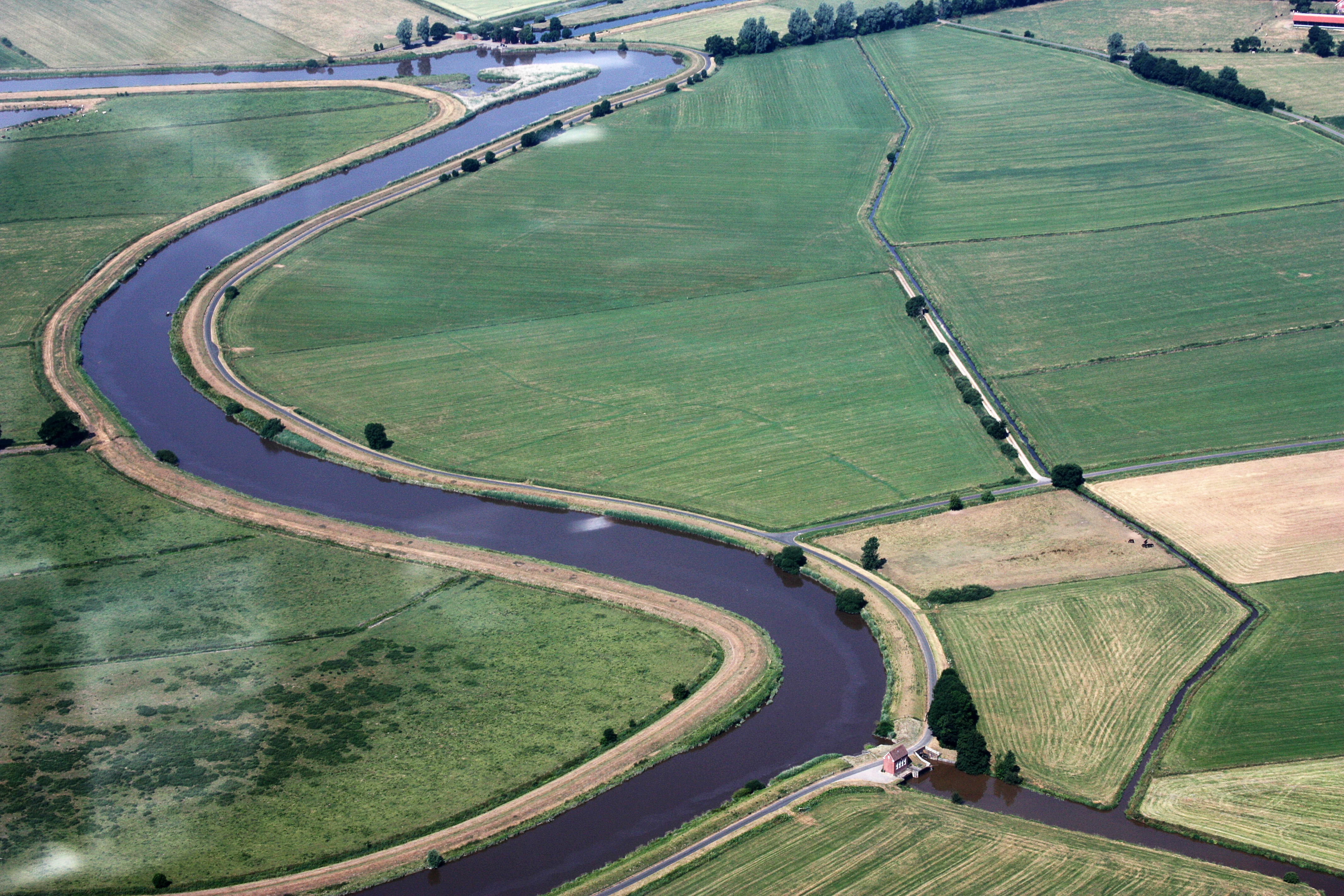
Jümme från luften.

Jümme är en biflod till Leda i Ostfriesland i nordvästra Tyskland. Jümme har sina källor i Oldenburgs geestlandskap. Floden påverkas av Nordsjöns ebb och flod. 
Floden har gett namn till kommungemenskapen Jümme i distriktet Leer. Tillsammans med floden Leda har Jümme även gett namn till det så kallade tvåflodslandet, Leda-Jümme-området. 
Vid Wiltshausen i Leer finns Nordeuropas äldsta handdragna färja, Pünte, som går över Jümme till Amdorf. 